# 安審暉
安审晖（890年—952年3月24日），字明远，五代十国后唐、后晋、后汉、后周将领，其先沙陀部人。
他的祖父安山盛，朔州牢城都校，赠太傅。父亲安金全，安北都护、振武军节度使，赠太师，弟弟安审琦。初任长直军使，转为外衙左厢军使。跟随唐庄宗平幽、蓟，战山东，定河南，立有功劳。同光年间，授蔚州刺史。天成初年，改为汝州防御副使，历任凤翔徐州节度副使、河东行军司马。石敬瑭继位，以河东旧僚，授振武兵马留后，升任为河阳节度使，不到一个月改镇鄜州为保大軍節度使，为母丁忧，起复视事。天福五年（940年），李金全据安州叛乱，马全节为都部署，领兵讨伐，以安审晖为副。安州平定后，安审晖改镇邓州为威勝軍節度使，进位检校太傅。天福六年（941年）冬，襄州安从进叛乱，举汉南之军北攻南阳。南阳没有城壁，只是守衙城，敌军至城下，安审晖登城责骂敌帅。平定襄州后，加检校太尉。晋出帝嗣位，加检校太师，罢镇，授右羽林统军。一年后，出镇上党为昭义节度使，契丹内侵，改任邢州安國軍節度使。不久，目疾发作，上表求得回到京师，养疾多年。郭威即位，在内殿召见，想要重新启用，安审晖以年老推辞。拜太子太师致仕，封鲁国公，食邑五千户，实封四百户。广顺二年二月廿六壬子日，去世，年六十三岁。废朝二日，赠侍中，谥静。子安守鏻，仕宋朝为赞善大夫。